# سای۹ ارابه‌ران
سای۹ ارابه‌ران یک ستاره است که در صورت فلکی ارابه‌ران قرار دارد.